# Diva
 (хебр. דיווה‎) песма је израелске певачице Дане Интернашонал са којом је победила на Песми Евровизије 1998. у Бирмингему са 172 освојена бода. Музику за песму је урадио Цвика Пик, текст је написао Јоав Гинај, док су продукцију и аранжман урадили Офер Нисим и Алон Левин. Била је то трећа по реду победа Израела на Песми Евровизије, након 1978. и 1979. и композиција A-Ba-Ni-Bi и Hallelujah.
Песма Diva представља оду неким од најмоћнијих жена из историје и митологије и у њој се директно помињу Марија (мајка Исусова), римска богиња победе Викторија, грчка богиња лепоте и љубави Афродита и легендарна египатска краљица Клеопатра. Песма је остварила запажен успех широм Европе, а током специјалног програма под називом Congratulations посвећеног 50-годишњици Песме Евровизије, песма Diva је уврштена на листу 14 најпопуларнијих евровизијских песама свих времена.

## Поени у финалу
| 12 поена                                  | 10 поена                                                           | 8 поена                | 7 поена                                     | 6 поена             |
| ----------------------------------------- | ------------------------------------------------------------------ | ---------------------- | ------------------------------------------- | ------------------- |
| Француска · Малта · Португалија ·         | Грчка · Шпанија · Швајцарска · Пољска · Кипар · Белгија · Финска · | Република Македонија · | Немачка · Словенија · Румунија · Естонија · | Ирска · Холандија · |
| 5 поена                                   | 4 поена                                                            | 3 поена                | 2 поена                                     | 1 поен              |
| Уједињено Краљевство · Шведска · Турска · | —                                                                  | Норвешка               | —                                           | —                   |